# Nyctagineae
Nyctagineae je biljni tribus iz porodice noćurkovki. Opisan je 1847. i u njega je uključeno 12 rodova. 
Tipičan rod je Nyctaginia sa jednom vrstom iz sjevernog Meksika, Novog Meksika i Teksasa

## Rodovi
1. Acleisanthes A. Gray (16 spp.)
2. Abronia Juss. (20 spp.)
3. Tripterocalyx (Torr.) Hook. (4 spp.)
4. Mirabilis L. (62 spp.)
5. Commicarpus Standl. (38 spp.)
6. Allionia L. (2 spp.)
7. Cyphomeris Standl. (2 spp.)
8. Anulocaulis Standl. (5 spp.)
9. Nyctaginia Choisy (1 sp.)
10. Okenia Schltdl. & Cham. (1 sp.)
11. Boerhavia Vaill. ex L. (54 spp.)
12. Cuscatlania Standl. (1 sp.)